# A haramiák (opera)
A haramiák (olaszul I masnadieri) Giuseppe Verdi egyik négyfelvonásos operája. Szövegkönyvét Andrea Maffei írta Schiller azonos című drámája után. Ősbemutatójára 1847. július 22-én került sor a londoni Her Majesty's Theatre-ben. Magyarországon 1853. május 5-én mutatták be a Nemzeti Színházban.

## Szereplők
| Szereplő                             | Hangfekvés |
| ------------------------------------ | ---------- |
| Massimiliano, Moor grófja            | basszus    |
| Carlo, idősebb fia                   | tenor      |
| Francesco, fiatalabb fia             | basszus    |
| Amalia, árva leány, a gróf unokahúga | szoprán    |
| Arminio, a grófi család kamarása     | tenor      |
| Moser tiszteletes                    | basszus    |
| Rolla, Carlo Moor társa              | tenor      |
| Haramiák, asszonyok, szolgák         |            |

## Cselekménye
Helyszín: Németország
Idő: 18. század eleje
Féltékeny fivére, Francesco intrikája, arra késztette Carlót, hogy apját megtagadva a haramiák közé álljon, de az élet a társadalomból kitaszítottak között is csalódást okoz neki. Fivére hamisított levelekkel és megtévesztő hírekkel megakadályozza, hogy apja és fia kibéküljenek. Az apával, Massimilianóval és Amaliával, Carlo szerelmével Francesco elhiteti, hogy Carlo meghalt és halála előtt kifejezte azt a kívánságát, hogy Amalia menjen feleségül Francescóhoz. A házasság elől Amalia a morva hegyekbe menekül. Francesco apját tömlöcbe záratja és átveszi az örökséget. Amikor Carlo végre átlátja a cselszövést, már késő. Apja megőrült és halálos beteg, őt magát eskü köti a haramiákhoz és hogy Amaliát megkímélje egy szégyenteljes élettől, megöli szerelmét, majd önként a bíróság elé áll.

## Híres áriák, kórusművek
- O mio castel paterno - Carlo áriája (első felvonás)
- La sua lampada vitale - Francesco áriája (első felvonás)
- Tu del mio Carlo al seno - Amalia áriája (második felvonás)
- Di ladroni attorniato - Carlo románca (második felvonás)